# ۱۰۰۸ (خورشیدی)
۱۰۰۸ هزار و هشتمین سال هجری خورشیدی است.

## رویدادها
- آغاز پادشاهی شاه صفی صفوی و تاجگذاری در اصفهان.

## درگذشتگان
- ۲۹ دی - شاه عباس یکم صفوی در مازندران.